# Reece Howden
Reece Howden (Chilliwack, 12 luglio 1998) è uno sciatore freestyle canadese, specialista dello ski cross.

## Biografia
Originario di Chilliwack e attivo in gare FIS dal dicembre 2015, Reece Howden ha debuttato in Coppa del Mondo il 20 gennaio 2018, giungendo 45º nello ski cross a Nakiska. Nello stesso contesto, il 18 gennaio 2020 ha ottenuto il suo primo podio, nonché la sua prima vittoria, nel massimo circuito. Durante la successiva stagione di Coppa del Mondo 2020-2021 è salito sei volte sul podio, con quattro vittorie, aggiudicandosi la Coppa del Mondo di ski cross, trofeo che ha vinto anche nella stagione 2022-2023. Ai Campionati mondiali di Bakuriani 2023 ha vinto la medaglia d'argento nella gara a squadre.

## Palmarès

### Mondiali
- 1 medaglia:
  - 1 argento (ski cross a squadre a Bakuriani 2023)

### Coppa del Mondo
- Vincitore della Coppa del Mondo di ski cross nel 2021, nel 2023 e nel 2025
- 30 podi:
  - 18 vittorie
  - 8 secondi posti
  - 4 terzi posti

#### Coppa del Mondo - vittorie
| Data             | Luogo                | Paese    | Disciplina |
| ---------------- | -------------------- | -------- | ---------- |
| 18 gennaio 2020  | Nakiska              | Canada   | SX         |
| 21 dicembre 2020 | Val Thorens          | Francia  | SX         |
| 23 gennaio 2021  | Idre Fjäll           | Svezia   | SX         |
| 24 gennaio 2021  | Idre Fjäll           | Svezia   | SX         |
| 13 marzo 2021    | Sunny Valley         | Russia   | SX         |
| 13 marzo 2022    | Reiteralm            | Austria  | SX         |
| 22 dicembre 2022 | San Candido          | Italia   | SX         |
| 22 gennaio 2023  | Idre Fjäll           | Svezia   | SX         |
| 17 marzo 2023    | Craigleith           | Canada   | SX         |
| 20 gennaio 2024  | Nakiska              | Canada   | SX         |
| 3 febbraio 2024  | Alleghe              | Italia   | SX         |
| 17 dicembre 2024 | Arosa                | Svizzera | SX         |
| 21 dicembre 2024 | San Candido          | Italia   | SX         |
| 9 febbraio 2025  | Passo San Pellegrino | Italia   | SX         |
| 1º marzo 2025    | Gudauri              | Georgia  | SX         |
| 14 marzo 2025    | Craigleith           | Canada   | SX         |
| 29 marzo 2025    | Idre Fjäll           | Svezia   | SX         |
| 30 marzo 2025    | Idre Fjäll           | Svezia   | SX         |

Legenda:

SX = ski cross